# Dütebrücke
Auf der Dütebrücke im Westen von Osnabrück, im Stadtteil Atter, überquert die Bundesautobahn 1 den Fluss Düte sowie die Bahnstrecke Löhne–Rheine. Sie befindet sich nördlich des Autobahnkreuzes Lotte/Osnabrück zwischen diesem und der Anschlussstelle Osnabrück-Hafen. Täglich queren mehr als 64.000 Fahrzeuge die Brücke, darunter 16.000 LKW. Durch die besondere Bauweise war die Brücke zu einem großen Problemfall im Autobahnnetz geworden, da die Traglast der Brücke eingeschränkt werden musste. Von 2017 bis 2022 wurde die alte Brücke durch einen Neubau ersetzt.

## Lage
Die 270 Meter lange Dütebrücke befindet sich westlich der zentralen Siedlung des Osnabrücker Stadtteiles Atter nahe der Grenze zur Gemeinde Lotte, welche auch die Grenze der Bundesländer Nordrhein-Westfalen und Niedersachsen darstellt. Im direkten Nahbereich der Brücke befindet sich das Erholungsgebiet Attersee, sowie das Gewerbegebiet Atter/Büren. Wenige Kilometer südlich, ebenfalls im Zuge der Autobahn 1, wurden von 2015 bis 2020 die Talbrücken Habichtswald, Smanforde und Exterheide neu errichtet.

## Bauwerk
Die Brücke besteht, anders als der Großteil der anderen Autobahnbrücken in Deutschland, aus nur einer einzigen Brückenkonstruktion für beide Richtungsfahrbahnen. Durch diese besondere Bauweise ist ein einfacher Abriss und Neuaufbau nicht möglich, da keine parallele Brücke als Ausweichmöglichkeit existiert. Zur Demontage im laufenden Betrieb wurde die Konstruktion in der Mitte der Länge nach durchgesägt. Auf der einen Spur lief der Verkehr weiter, während die andere Richtung demontiert wurde (4+0-Verkehrsführung). Nach der Fertigstellung der neuen Teilbrücke wurde die andere Richtungsfahrbahn abgerissen und wird (Stand 2020) als separate Brücke neu errichtet. Da die Brücke jedoch im gesägten Zustand nicht tragfähig ist, muss ein 4000 Tonnen schweres Stützgerüst diese halten, um die Statik zu gewährleisten. Weitere Herausforderungen während der Bauarbeiten sind die benachbarten, unter Naturschutz stehenden Düteauen, sowie die elektrifizierte Bahnstrecke, weshalb einige Arbeiten nur in den Betriebspausen der Bahn geleistet werden können.
Die Neue Brücke wird mit 301 Metern Länge und 36,5 Metern Breite etwas größer als die vorhandene und soll zweiteilig, also mit separaten Brücken je Richtung, ausgeführt werden. Statt der bisherigen acht Stützpfeilerpaare sollen zukünftig nur noch sieben pro Brückenbauwerk benötigt werden, die Anzahl der Fahrspuren steigt von 2 auf 3 je Richtung. Die berechnete Lebensdauer wird mit 80 bis 100 Jahren angegeben.

## Geschichte

### 1967 bis 2010
Mit dem Bau der Bundesautobahn 1 wurde in den Jahren 1967/68 auch die Dütebrücke errichtet. Nach langer Zeit der Vierspurigkeit wurde die Brücke im Jahr 2005 unter Verzicht auf die Standstreifen auf sechs Spuren erweitert. Ein Gutachten aus dem Jahr 2004 stellte die Tragfähigkeit für sechs Spuren heraus, so dass zügig mit dem Ausbau vom Lotter Kreuz an begonnen wurde. Ein neues Gutachten im Jahr 2010, in dem die Lasten angepasst wurden, ließ die Restlebensdauer der Brücke auf fünf Jahre sinken. Als sofortige Maßnahme wurde die dritte (äußere) Spur beider Richtungsfahrbahnen dem Verkehr wieder entzogen und stillgelegt. Abgrenzungen sollten ein Anhalten auf den stillgelegten Flächen unterbinden, zudem wurde ein Mindestabstand für LKW mit Schildern kenntlich gemacht.

### Planungs- und Baumaßnahmen ab 2011
Nach dem Gutachten wurde mit den Planungen zum Neubau der Brücke begonnen. Die Bauzeit wurde zunächst mit vier Jahren veranschlagt und sollte 60,1 Millionen Euro kosten. Als Baubeginn wurde das Jahr 2016 genannt.

#### Bodenstabilisierung

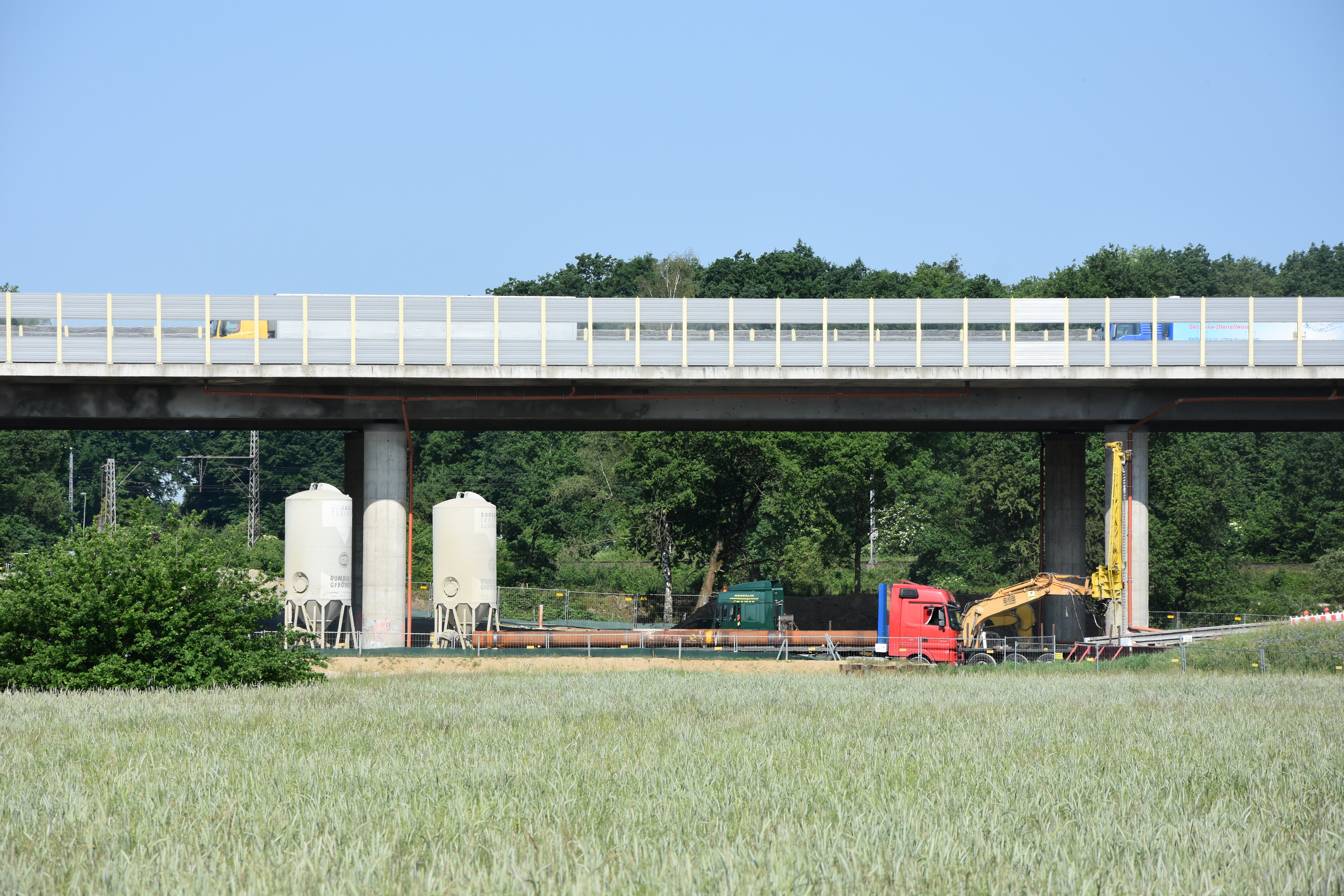
Arbeiten zur Bodenverbesserung unter der Brücke

Am Standort der Brücke befinden sich im Untergrund nur wenige tragfähige Schichten, vor allem Schluff und humose Stellen in der Düteaue gestalten einen Neubau als schwierig. Deshalb wurden als vorbereitende Maßnahme zum Bau der Hilfskonstruktion und der Ersatzbrücke 2016 und 2017 insgesamt 8300 CSV-Bohrpfähle gesetzt. Diese haben einen Durchmesser von 15 Zentimetern und eine Länge von 13 Metern. Sie wurden mit Kies-Sand-Zementgemisch gefüllt, welches im Bohrloch aushärtet und einen tragfähigen Boden herstellt. Die fertigen Bohrpfähle wurden einem Belastungstest mit 100 Kilonewton pro Quadratmeter ausgesetzt; hierzu wurden auf einer Holzkonstruktion große Sandsäcke aufgeschichtet. Die Maßnahme verursachte Kosten von 900.000 Euro.

#### Bodenverdichtung
An Stellen, wo das Bohrgerät aufgrund der niedrigen Brückenhöhe nicht arbeiten konnte, wurde ein alternatives Verfahren zur Bodenverdichtung angewandt. Hierzu wurden 3500 Betonblöcke mit einem Ausmaß von 1,60 m Länge und 80 cm Höhe und Breite unter der Brücke aufgeschichtet, um den Boden zur Verbesserung der Tragfähigkeit zu verdichten. Diese 2,5 Tonnen schweren Blöcke wurden in 25 Lagen aufeinander gestapelt. Dieses Verfahren ist relativ neu und wurde bislang kaum angewendet.

#### Abriss und Neubau

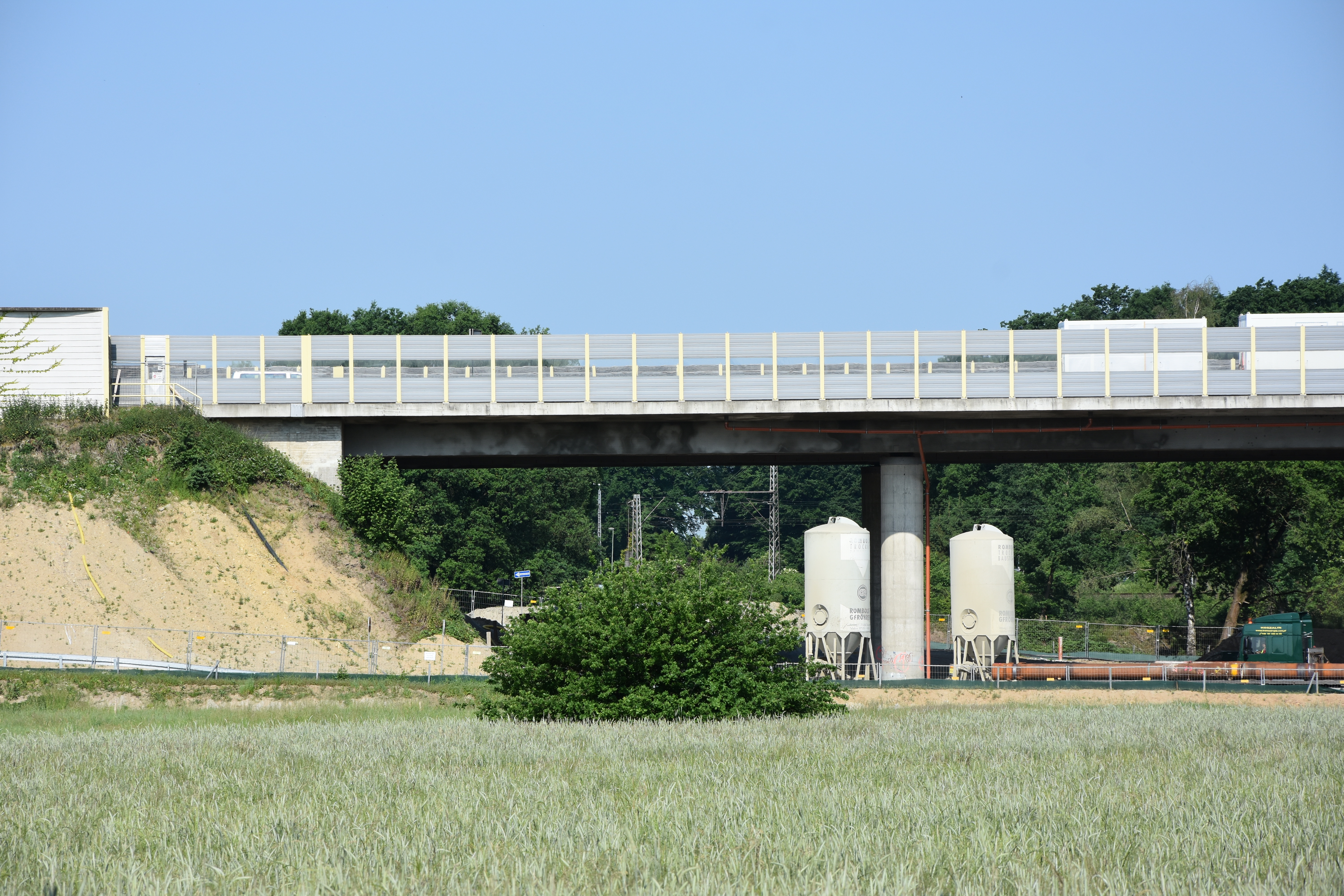
Arbeiten am südlichen Auflieger der Brücke

Seit Mai 2017 wurde unter die Brücke ein Stützgerüst eingebaut. Nach der Fertigstellung des Gerüstes wurde die Brücke und der Autobahnabschnitt zwischen dem 12. und 15. Januar 2018 in beiden Richtungen voll gesperrt. Während der Vollsperrung wurde die Brücke mithilfe eines hydraulischen Schneidrades Modell "DMW 220" des Herstellers KEMROC, welches an einem 50-Tonnen-Bagger befestigt war, in zwei Hälften zerteilt. Die Sägung erfolgte bei einer Fahrbahndicke von 65 cm mit 30 m/h. Da sich die Arbeiten verzögerten, wurde am Montag, den 15. Januar 2018 die Bundesautobahn 1 erst gegen 15 Uhr wieder freigegeben, was erhebliche Auswirkungen auf den Berufsverkehr hatte.
Der Verkehr lief während der Bauarbeiten zunächst über die westliche Brückenhälfte (Richtungsfahrbahn Münster), während die östliche Hälfte (Richtungsfahrbahn Bremen) abgebrochen und mit drei Fahrspuren plus Standstreifen neu errichtet wurde. Nach der Fertigstellung der östlichen Hälfte erfolgt der Abbruch der westlichen Brückenhälfte und der separate Neubau. Im Oktober 2018 war die Pfahlgründung der Ostbrücke mit 171 Betonpfählen abgeschlossen, so dass mit dem Bau der eigentlichen Brücke begonnen werden konnte. Seit dem 12. Mai 2020 läuft der Verkehr auf der fertigen Brückenhälfte.
Der Neubau sollte bis 2021 abgeschlossen sein.
Ab Anfang 2022 war auch die westliche Brückenhälfte zweispurig befahrbar, im Mai 2022 wurde die Brücke komplett für den Verkehr freigegeben.